# Zanthoxylum
Zanthoxylum L. (dal greco ξανθὸν ξύλον, cioè legno giallo) è un genere di piante della famiglia delle Rutaceae che comprende oltre 200 specie di alberi (sia caduci che sempreverdi) e arbusti con distribuzione cosmopolita.
Dai frutti di molte specie si ricava la spezia chiamata pepe del Sichuan.

## Tassonomia
Il genere comprende le seguenti specie:
- Zanthoxylum acanthopodium DC.
- Zanthoxylum aculeatissimum Engl.
- Zanthoxylum acuminatum (Sw.) Sw.
- Zanthoxylum ailanthoides Siebold & Zucc.
- Zanthoxylum albiflorum Baker f.
- Zanthoxylum albuquerquei D.R.Simpson
- Zanthoxylum amamiense Ohwi
- Zanthoxylum amapaense (Albuq.) P.G.Waterman
- Zanthoxylum americanum Mill.
- Zanthoxylum amplicalyx Reynel
- Zanthoxylum anadenium (Urb. & Ekman) J.Jiménez Alm.
- Zanthoxylum andamanicum Kurz
- Zanthoxylum andinum Reynel
- Zanthoxylum anison L.O.Williams
- Zanthoxylum anthyllidifolium Guillaumin
- Zanthoxylum apiculatum (Sandwith) P.G.Waterman
- Zanthoxylum arborescens Rose
- Zanthoxylum armatum DC.
- Zanthoxylum asiaticum (L.) Appelhans, Groppo & J.Wen
- Zanthoxylum atchoum (Aké Assi) P.G.Waterman
- Zanthoxylum austrosinense C.C.Huang
- Zanthoxylum avicennae (Lam.) DC.
- Zanthoxylum backeri (Bakh.f.) T.G.Hartley
- Zanthoxylum bajarnandia Wall. ex Hook.f.
- Zanthoxylum beecheyanum K.Koch
- Zanthoxylum bifoliolatum Leonard
- Zanthoxylum bissei Beurton
- Zanthoxylum bonifaziae Cornejo & Reynel
- Zanthoxylum bouetense (Pierre ex Letouzey) P.G.Waterman
- Zanthoxylum brachyacanthum F.Muell.
- Zanthoxylum brisasanum (Cuatrec.) P.G.Waterman
- Zanthoxylum brisoferox Reynel
- Zanthoxylum buesgenii (Engl.) P.G.Waterman
- Zanthoxylum bungeanum Maxim.
- Zanthoxylum burkillianum Babu
- Zanthoxylum calcicola C.C.Huang
- Zanthoxylum campicola Reynel
- Zanthoxylum canalense (Guillaumin) P.G.Waterman
- Zanthoxylum capense (Thunb.) Harv.
- Zanthoxylum caribaeum Lam.
- Zanthoxylum caudatum Alston
- Zanthoxylum celebicum Koord.
- Zanthoxylum chalybeum Engl.
- Zanthoxylum chevalieri P.G.Waterman
- Zanthoxylum chocoense Reynel
- Zanthoxylum chuquisaquense Reynel
- Zanthoxylum ciliatum Engl.
- Zanthoxylum claessensii (De Wild.) P.G.Waterman
- Zanthoxylum clava-herculis L.
- Zanthoxylum coco Gillies ex Hook. & Arn.
- Zanthoxylum collinsiae Craib
- Zanthoxylum comosum (Herzog) P.G.Waterman
- Zanthoxylum compactum (Huber ex Albuq.) P.G.Waterman
- Zanthoxylum conspersipunctatum Merr. & L.M.Perry
- Zanthoxylum cucullatipetalum Guillaumin
- Zanthoxylum davyi (I.Verd.) P.G.Waterman
- Zanthoxylum decaryi H.Perrier
- Zanthoxylum delagoense P.G.Waterman
- Zanthoxylum deremense (Engl.) Kokwaro
- Zanthoxylum dimorphophyllum Hemsl.
- Zanthoxylum dinklagei (Engl.) P.G.Waterman
- Zanthoxylum dipetalum H.Mann
- Zanthoxylum dissitum Hemsl.
- Zanthoxylum djalma-batistae (Albuq.) P.G.Waterman
- Zanthoxylum domingense (Krug & Urb.) J.Jiménez Alm.
- Zanthoxylum dumosum A.Rich.
- Zanthoxylum echinocarpum Hemsl.
- Zanthoxylum ekmanii (Urb.) Alain
- Zanthoxylum eliasii D.M.Porter
- Zanthoxylum esquirolii H.Lév.
- Zanthoxylum fagara (L.) Sarg.
- Zanthoxylum fauriei (Nakai) Ohwi
- Zanthoxylum finlaysonianum Wall.
- Zanthoxylum flavum Vahl
- Zanthoxylum foliolosum Donn.Sm.
- Zanthoxylum forbesii T.G.Hartley
- Zanthoxylum formiciferum (Cuatrec.) P.G.Waterman
- Zanthoxylum gardneri Engl.
- Zanthoxylum gentryi Reynel
- Zanthoxylum gillespieanum (A.C.Sm.) A.C.Sm.
- Zanthoxylum gilletii (De Wild.) P.G.Waterman
- Zanthoxylum glomeratum C.C.Huang
- Zanthoxylum grandifolium Tul.
- Zanthoxylum haitiense (Urb.) J.Jiménez Alm.
- Zanthoxylum hamadryadicum Pirani
- Zanthoxylum harrisii P.Wilson
- Zanthoxylum hartii (Krug & Urb.) P.Wilson
- Zanthoxylum hawaiiense Hillebr.
- Zanthoxylum heitzii (Aubrév. & Pellegr.) P.G.Waterman
- Zanthoxylum heterophyllum (Lam.) Sm.
- Zanthoxylum holtzianum (Engl.) P.G.Waterman
- Zanthoxylum huberi P.G.Waterman
- Zanthoxylum humile (E.A.Bruce) P.G.Waterman
- Zanthoxylum impressinervium Reynel
- Zanthoxylum impressocordatum Reynel
- Zanthoxylum integrifoliolum (Merr.) Merr.
- Zanthoxylum integrum Aver.
- Zanthoxylum iwahigense Elmer
- Zanthoxylum jamaicense P.Wilson
- Zanthoxylum kauaense A.Gray
- Zanthoxylum khasianum Hook.f.
- Zanthoxylum kleinii (R.S.Cowan) P.G.Waterman
- Zanthoxylum kwangsiense (Hand.-Mazz.) Chun ex C.C.Huang
- Zanthoxylum laetum Drake
- Zanthoxylum laurentii (De Wild.) P.G.Waterman
- Zanthoxylum leiboicum C.C.Huang
- Zanthoxylum lemairei (De Wild.) P.G.Waterman
- Zanthoxylum lenticellosum (Urb. & Ekman) J.Jiménez Alm.
- Zanthoxylum lenticulare Reynel
- Zanthoxylum lepidopteriphilum Reynel
- Zanthoxylum leprieurii Guill. & Perr.
- Zanthoxylum leratii Guillaumin
- Zanthoxylum liboense C.C.Huang
- Zanthoxylum limoncello Planch. & Oerst.
- Zanthoxylum lindense (Engl.) Kokwaro
- Zanthoxylum macranthum (Hand.-Mazz.) C.C.Huang
- Zanthoxylum madagascariense Baker
- Zanthoxylum magnifasciculatum Reynel
- Zanthoxylum magnifructum Reynel
- Zanthoxylum mananarense H.Perrier
- Zanthoxylum mantaro (J.F.Macbr.) J.F.Macbr.
- Zanthoxylum maranionense Reynel
- Zanthoxylum martinicense (Lam.) DC.
- Zanthoxylum mauriifolium Reynel
- Zanthoxylum mayu Bertero
- Zanthoxylum megistophyllum (B.L.Burtt) T.G.Hartley
- Zanthoxylum melanostictum Schltdl. & Cham.
- Zanthoxylum mezoneurispinosum (Aké Assi) W.D.Hawth.
- Zanthoxylum micranthum Hemsl.
- Zanthoxylum mildbraedii (Engl.) P.G.Waterman
- Zanthoxylum minahassae Koord.
- Zanthoxylum molle Rehder
- Zanthoxylum mollissimum (Engl.) P.Wilson
- Zanthoxylum monogynum A.St.-Hil.
- Zanthoxylum motuoense C.C.Huang
- Zanthoxylum multijugum Franch.
- Zanthoxylum myriacanthum Wall. ex Hook.f.
- Zanthoxylum myrianthum (A.C.Sm.) P.G.Waterman
- Zanthoxylum nadeaudii Drake
- Zanthoxylum nashii P.Wilson
- Zanthoxylum nebuletorum (Herzog) P.G.Waterman
- Zanthoxylum nemorale Mart.
- Zanthoxylum neocaledonicum Baker f.
- Zanthoxylum nigrum Mart.
- Zanthoxylum nitidum (Roxb.) DC.
- Zanthoxylum novoguineense T.G.Hartley
- Zanthoxylum oahuense Hillebr.
- Zanthoxylum oreophilum (Guillaumin) P.G.Waterman
- Zanthoxylum ovalifolium Wight
- Zanthoxylum ovatifoliolatum (Engl.) Finkelstein
- Zanthoxylum oxyphyllum Edgew.
- Zanthoxylum panamense P.Wilson
- Zanthoxylum pancheri P.S.Green
- Zanthoxylum paniculatum Balf.f.
- Zanthoxylum paracanthum (Mildbr.) Kokwaro
- Zanthoxylum paulae (Albuq.) P.G.Waterman
- Zanthoxylum pentandrum (Aubl.) R.A.Howard
- Zanthoxylum petenense Lundell
- Zanthoxylum petiolare A.St.-Hil. & Tul.
- Zanthoxylum phyllopterum (Griseb.) C.Wright
- Zanthoxylum piasezkii Maxim.
- Zanthoxylum pilosiusculum (Engl.) P.G.Waterman
- Zanthoxylum pilosulum Rehder & E.H.Wilson
- Zanthoxylum pimpinelloides (Lam.) DC.
- Zanthoxylum pinnatum (J.R.Forst. & G.Forst.) W.R.B.Oliv.
- Zanthoxylum piperitum (L.) DC.
- Zanthoxylum pluviatile T.G.Hartley
- Zanthoxylum poggei (Engl.) P.G.Waterman
- Zanthoxylum psammophilum (Aké Assi) P.G.Waterman
- Zanthoxylum pseudoxyphyllum Babu
- Zanthoxylum pteracanthum Rehder & E.H.Wilson
- Zanthoxylum pucro D.M Porter
- Zanthoxylum punctatum Vahl
- Zanthoxylum quassiifolium (Donn.Sm.) Standl. & Steyerm.
- Zanthoxylum quinduense Tul.
- Zanthoxylum renieri (G.C.C.Gilbert) P.G.Waterman
- Zanthoxylum retroflexum T.G.Hartley
- Zanthoxylum retusum (Albuq.) P.G.Waterman
- Zanthoxylum rhetsa (Roxb.) DC.
- Zanthoxylum rhodoxylon (Urb.) P.Wilson
- Zanthoxylum rhoifolium Lam.
- Zanthoxylum rhombifoliolatum C.C.Huang
- Zanthoxylum riedelianum Engl.
- Zanthoxylum rigidum Humb. & Bonpl. ex Willd.
- Zanthoxylum rubescens Planch. ex Hook.
- Zanthoxylum sambucirhachis Reynel
- Zanthoxylum sarasinii Guillaumin
- Zanthoxylum scandens Blume
- Zanthoxylum schinifolium Siebold & Zucc.
- Zanthoxylum schlechteri Guillaumin
- Zanthoxylum schreberi (J.F.Gmel.) Reynel ex C.Nelson
- Zanthoxylum setulosum P.Wilson
- Zanthoxylum simulans Hance
- Zanthoxylum spinosum (Sw.) Sw.
- Zanthoxylum sprucei Engl.
- Zanthoxylum stelligerum Turcz.
- Zanthoxylum stenophyllum Hemsl.
- Zanthoxylum subspicatum H.Perrier
- Zanthoxylum syncarpum (Tul.) Tul. ex B.D.Jacks.
- Zanthoxylum taediosum A.Rich.
- Zanthoxylum tambopatense Reynel
- Zanthoxylum tenuipedicellatum (Kokwaro) Vollesen
- Zanthoxylum tetraphyllum (Urb. & Ekman) J.Jiménez Alm.
- Zanthoxylum tetraspermum Wight & Arn.
- Zanthoxylum thomense (Engl.) A.Chev. ex P.G.Waterman
- Zanthoxylum thorncroftii (I.Verd.) P.G.Waterman
- Zanthoxylum thouvenotii H.Perrier
- Zanthoxylum tidorense Miq.
- Zanthoxylum timoriense Span.
- Zanthoxylum tingana Reynel
- Zanthoxylum tingoassuiba A.St.-Hil.
- Zanthoxylum tomentellum Hook.f.
- Zanthoxylum tragodes (L.) DC.
- Zanthoxylum trijugum (Dunkley) P.G.Waterman
- Zanthoxylum tsihanimposa H.Perrier
- Zanthoxylum undulatifolium Hemsl.
- Zanthoxylum unifoliolatum Groppo & Pirani
- Zanthoxylum usambarense (Engl.) Kokwaro
- Zanthoxylum usitatum Pierre ex Laness.
- Zanthoxylum venosum Leonard
- Zanthoxylum verrucosum (Cuatrec.) P.G.Waterman
- Zanthoxylum vinkii T.G.Hartley
- Zanthoxylum viride (A.Chev.) P.G.Waterman
- Zanthoxylum vitiense A.C.Sm.
- Zanthoxylum wutaiense I.S.Chen
- Zanthoxylum xichouense C.C.Huang
- Zanthoxylum yakumontanum (Sugim.) Nagam.
- Zanthoxylum yuanjiangensis C.C.Huang
- Zanthoxylum zanthoxyloides (Lam.) Zepern. & Timler